# Halina Sampławska
Halina Leokadia Sampławska (ur. 7 grudnia 1926 w Tucholi, zm. 9 listopada 2009 w Zielonej Górze) – polska etnografka i etnolożka, kustoszka, a później kierowniczka zbiorów Działu Etnografii w Muzeum w Kwidzynie; badaczka Dolnego Powiśla; aktywna popularyzatorka i edukatorka wiedzy etnograficznej.

## Życiorys
Halina Sampławska urodziła się 7 grudnia 1926 roku w Tucholi; była córką Bolesława herbu Korczak i Franciszki z domu Kujawskiej. Miała siedmioro rodzeństwa – 3 siostry i 4 braci. W trakcie okupacji hitlerowskiej wraz z rodziną przebywała w Gdańsku, tam też ukończyła szkołę powszechną. Po wojnie rodzina Sampławskiej przeniosła się do Elbląga, a następnie do Gronowa Górnego na Żuławach. W wieku 24 lat rozpoczęła naukę w gimnazjum wieczorowym w Elblągu. W 1956 roku zdała maturę, po czym podjęła studia na Uniwersytecie im. Adama Mickiewicza w Poznaniu. Studiowała germanistykę, z której po pierwszym roku przeniosła się na etnografię. W 1963 roku obroniła pracę magisterską Magia w obrzędowości weselnej ludu polskiego na tle porównawczym pod kierunkiem prof. Józefa Burszty.
Nie założyła rodziny i nie posiadała dzieci. Przez całe życie utrzymywała kontakt zarówno z rodzicami, jak i z rodzeństwem mieszkającym w Zielonej Górze i Elblągu. W latach 1988–1994 opiekowała się u siebie ciężko chorą matką.
Halina Sampławska zmarła 9 listopada 2009 roku w Zielonej Górze. Spoczywa na cmentarzu komunalnym w Elblągu.

## Aktywność zawodowa

### Praca muzealna
1 grudnia 1963 roku rozpoczęła pracę jako etnografka i kustoszka Działu Etnografii w Muzeum w Kwidzynie. Pełniła tam również nadzór nad Działem Archeologii oraz do 1968 roku nad Działem Rzemiosła Artystycznego. W 1978 roku objęła funkcję kierownika Muzeum w Kwidzynie. Podczas 30 lat swojej pracy muzealnej wprowadziła pełną dokumentację naukową 1500 eksponatów oraz uzupełniła, a także prowadziła od 1970 roku księgę inwentarzową muzealiów etnograficznych. Wzbogaciła również zbiory Działu Etnografii o 750 eksponatów, w tym m.in. zabytki meblarstwa ludowego, co podwoiło zbiory etnograficzne muzeum. Była również pomysłodawczynią i twórczynią nowych kolekcji obejmujących współczesną rzeźbę i haft. Przygotowała także opartą na autorskim scenariuszu ekspozycję etnograficzną Sztuka i kultura ludowa Dolnego Powiśla. W sumie zorganizowała ponad 30 wystaw muzealnych, w tym 27 etnograficznych i 3 historyczne, do których przygotowywała scenariusze. Prowadziła również w Muzeum Dział Historii Walki o Polskość Powiśla.
Na emeryturę przeszła 1 listopada 1994 roku.

### Praca popularyzatorska i edukacyjna
Halina Sampławska była aktywną popularyzatorką wiedzy etnograficznej. Poprowadziła kilkaset prelekcji oraz wykładów dla szkół, a także wykładów otwartych w muzeum i audycji radiowych. Była także autorką artykułów naukowych i popularnonaukowych. Pełniła także funkcję konsultantki merytorycznej dla licznych instytucji oświatowych i kulturalnych regionu, współpracowała także z ośrodkami akademickimi. Była również przewodniczką w muzeum oraz w katedrze w Kwidzynie.
Od 1962 roku pełniła opiekę nad lokalnym twórcami ludowymi – promowała ich prace oraz koordynowała ich udział w konkursach. Brała także udział w organizacji konkursów na terenie województwa elbląskiego. Prowadziła również poradnictwo w zakresie rzeźby ludowej i haftu, oraz udzielała konsultacji w akcji odtwarzania lokalnego haftu białego. W 1975 roku wspólnie z plastyczką H. Rybicką zaprojektowała ludowy strój powiślański dla Zespołu Pieśni i Tańca „Powiśle” w Kwidzynie.
W latach 1947–1977 organizowała w Muzeum w Kwidzynie cykliczne wystawy wyrobów rękodzielniczych, m.in. z wikliny, trzciny i korzenia.
Sampławska pisała liczne teksty do katalogów wystaw muzealnych. Publikowała swoje artykuły na łamach m.in. gdańskiego miesięcznika społeczno-kulturalnego „Litery”, a także w kwartalniku kulturalno-oświatowym „Ziemia Gdańska” oraz w „Kwartalniku Historii Kultury Materialnej”. Wiele swoich prac poświęciła rekonstrukcji wzornictwa haftu białego na Dolnym Powiślu; przygotowała także na ten temat kilka wystaw wraz z towarzyszącymi im wydawnictwami.
Aktywnie wspierała także studentów odbywających praktyki studenckie w muzeum. Pełniła dla nich funkcje opiekunki i konsultantki naukowej, a także pomagała przy pisaniu prac magisterskich.

### Badania naukowe
Oprócz pracy muzealnej Sampławska w latach 1969–1989 prowadziła również badania nad kulturą ludową Powiśla. Cykl pracy dotyczył roku obrzędowego ludności rodzimej i napływowej we wsiach Tychnowy, Jeżewo oraz Dubiel w pow. kwidzyńskim. Obejmował także badania terenowe nad pieśnią ludową w gminie Janowo. Wyniki tych badań miały posłużyć za materiał do pracy doktorskiej, która z niewiadomych powodów nie została ukończona. Wyniki badań nie zostały również opracowane ani opublikowane.
Zajmowała się również badaniami nad kulturą duchową oraz lecznictwem ludowym w nadwiślańskich wsiach: Janowie, Kramrowie i Pólku Małym.

## Aktywność społeczna
Sampławska aktywnie udzielała się społecznie. Od 1947 roku należała do ZMW RP „Wici”, od 1948 do 1957 natomiast do ZMP. W trakcie studiów była również członkinią ZSP.
Od 1964 roku była członkinią PTL (oddział gdański); od 1967 do 1970 roku była członkinią Towarzystwa Rozwoju Ziem Zachodnich. W 1970 roku została także współzałożycielką Towarzystwa Miłośników Ziemi Kwidzyńskiej, gdzie jako członkini zarządu pełniła różne funkcje. Od 1966 roku była Społecznym Opiekunem Zabytków, od 1967 do 1983 roku sprawowała delegaturę dla Związków Zawodowych Pracowników Kultury i Sztuki, a od 1980 roku została członkinią rady programowej Miejskiego Ośrodka Kultury w Kwidzynie.
W 1969 roku wstąpiła do ZSL, gdzie pełniła różne funkcje. W 1984–1985 roku była przewodniczącą Podkomisji Kultury Patriotycznego Ruchu Odrodzenia Narodowego w Kwidzynie, a od 1987 roku pełniła funkcję wiceprzewodniczącej Rady Miejskiej.

## Nagrody i wyróżnienia
- Srebrna (1974 r.) i Złota (1979 r.) odznaka „Za opiekę nad zabytkami”[1]
- Odznaka honorowa „Zasłużony działacz kultury” (1970 r.)[1]
- Odznaka honorowa „Za zasługi dla województwa elbląskiego” (1984 r.)[1]
- Złoty Krzyż Zasługi za całokształt działalności (1984 r.)[1]
- Laureatka Nagrody im. M. Znamierowskiej-Prufferowej za „zasługi dla Poznania, ochrony i popularyzacji kultury ludowej Pomorza i Kujaw” (2001 r.)[1]
- Honorowa Nagroda Starosty Kwidzyńskiego (2004 r.)[1]